# Галкін Дмитро Прохорович
Дмитро Прохорович Галкін (нар. 17 березня 1926, місто Туринськ Уральської області, тепер Свердловської області, Російська Федерація — 20 грудня 2014, місто Магнітогорськ, Російська Федерація) — український радянський діяч, директор металургійного комбінату, міністр чорної металургії УРСР. Член ЦК КПУ у 1986—1990 р. Депутат Верховної Ради СРСР 8—11-го скликань. Член ЦК КПРС у 1976—1981 р. Член Центральної Ревізійної Комісії КПРС у 1981—1990 р. Герой Соціалістичної Праці (5.03.1976).

## Біографія
Народився в родині службовця. У 1943 році закінчив Магнітогорське ремісниче училище № 1 та Магнітогорську школу робітничої молоді.
З 1943 року — електрик листопрокатного цеху Магнітогорського металургійного комбінату.
У 1948—1969 роках — начальник зміни відділення цеху, заступник секретаря партійного комітету, начальник прокатного відділення цеху, заступник начальника цеху, начальник 3-го листопрокатного цеху, головний прокатник, начальник виробничого відділу Магнітогорського металургійного комбінату Челябінської області РРФСР.
Член ВКП(б) з 1949 року.
У 1950 році закінчив вечірнє відділення Магнітогорського гірничо-металургійного інституту.
У грудні 1969 — серпні 1970 року — секретар партійного комітету, у серпні 1970 — липні 1973 року — головний інженер Магнітогорського металургійного комбінату імені Леніна.
У липні 1973 — 1979 року — директор Магнітогорського металургійного комбінату імені Леніна.
У 1979—1981 роках — 1-й заступник міністра чорної металургії СРСР.
25 листопада 1981 — 9 вересня 1987 року — міністр чорної металургії Української РСР.
У 1988—1990 роках — керівник групи радянських спеціалістів в Алжирській Народній Демократичній Республіці (на експлуатації Аннабського металургійного заводу в місті Ель-Хаджар).
З 1990 року — на пенсії у Магнітогорську. Був радником генерального директора Магнітогорського металургійного комбінату.

## Нагороди
- Герой Соціалістичної Праці (5.03.1976)
- два ордени Леніна (30.03.1971, 5.03.1976)
- орден Жовтневої Революції (14.03.1986)
- орден Трудового Червоного Прапора (1966)
- медаль «За трудову відзнаку» (5.11.1954)
- медалі
- лауреат двох Державних премій СРСР у галузі техніки (1974, 1982)
- заслужений винахідник РРФСР
- почесний громадянин міста Магнітогорськ (2002)